# La Trinité (Alpes-Maritimes)
La Trinité (auch: Trinité-Victor als Hommage an Viktor Emanuel I., italienisch Trinità Vittorio) ist eine französische Gemeinde mit 10.485 Einwohnern (Stand: 1. Januar 2022) im Département Alpes-Maritimes in der Region Provence-Alpes-Côte d’Azur; sie gehört zum Arrondissement Nizza, zum Kanton Nizza-7 und zur Métropole Nice Côte d’Azur. Die Einwohner heißen Trinitaires.

## Geographie
La Trinité liegt am Fluss Paillon, unmittelbar im Nordosten von Nizza, weniger als zehn Kilometer vom Stadtzentrum entfernt.

## Geschichte
Schon historisch war La Trinité ein nicht unbedeutender Ort an der Straße von Nizza nach Turin, die früher als Via Julia Augusta angelegt worden war. Das Kloster Notre Dame de Laghet wurde, auf der Grundlage der 1652 errichtete Kapelle, in der es zu Wundern der Heiligen Jungfrau Maria gekommen sein sollte, in der dortigen Ortschaft Laghet 1674 als Konvent der Unbeschuhten Karmeliten begründet.
| Bevölkerungsentwicklung | Bevölkerungsentwicklung | Bevölkerungsentwicklung | Bevölkerungsentwicklung | Bevölkerungsentwicklung | Bevölkerungsentwicklung | Bevölkerungsentwicklung | Bevölkerungsentwicklung | Bevölkerungsentwicklung | Bevölkerungsentwicklung |
| ----------------------- | ----------------------- | ----------------------- | ----------------------- | ----------------------- | ----------------------- | ----------------------- | ----------------------- | ----------------------- | ----------------------- |
| Jahr                    | 1962                    | 1968                    | 1975                    | 1982                    | 1990                    | 1999                    | 2006                    | 2011                    | 2012                    |
| Einwohner               | 3.625                   | 4.787                   | 7.068                   | 8.279                   | 10.197                  | 10.046                  | 9.925                   | 10.230                  | 10.085                  |

## Sehenswürdigkeiten
Siehe auch: Liste der Monuments historiques in La Trinité (Alpes-Maritimes)
- Kirche von Très-Sainte-Trinité, als Kapelle 1617 errichtet, äußerlich eine Kopie der Turiner Kirche Gran Madre de Dio, seit 2004 Monument historique
- Kirche Saint-Grat, 1848 errichtet
- Kloster Notre-Dame de Laghet aus dem 17. Jahrhundert
- Fort de La Drète
- Naturpark Grand Corniche des Départements

## Persönlichkeiten
- Priscilla Betti (* 1989), Sängerin

## Verkehr
La Trinité wird bedient durch die Straßenbahn Nizza und durch die Tendabahn. Durch die Gemeinde führen die Autoroute A8 und die Route nationale 204a.